# Annenkirche (Dresden)

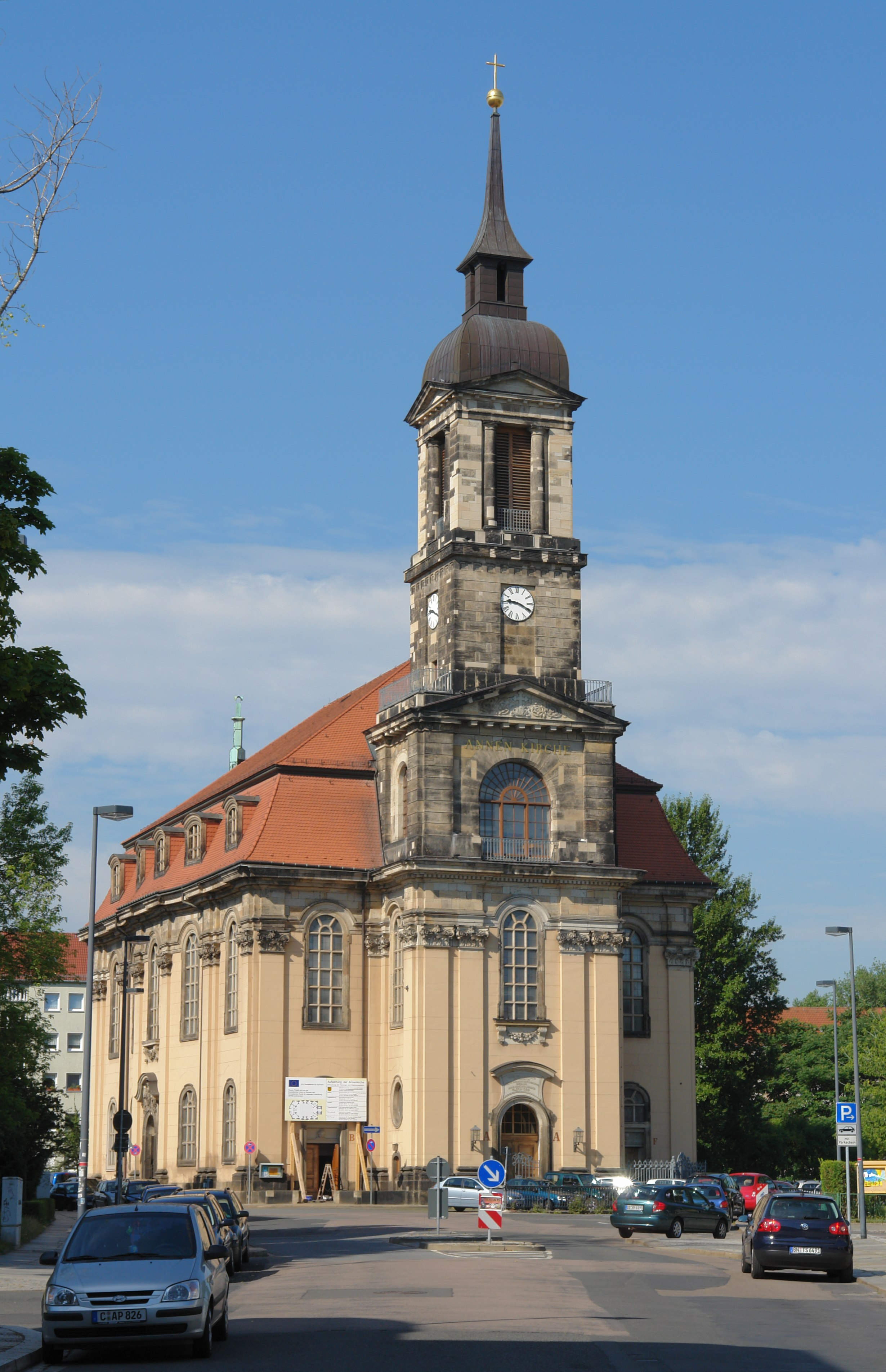
Annenkirche

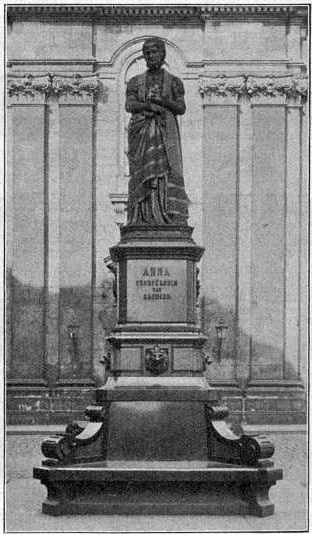
Denkmal für Anna von Dänemark an der Kirche

Die 1578 erbaute Annenkirche in der Wilsdruffer Vorstadt ist die älteste Vorstadtkirche Dresdens. Die Kirche war zugleich der erste evangelische Kirchenneubau in der Stadt. Die heutige Kirche aus Postaer Sandstein wurde zwischen 1764 und 1769 erbaut, nachdem der Vorgängerbau im Siebenjährigen Krieg zerstört worden war.

## Geschichte

### Erste Annenkirche (1578–1760)
Die erste Annenkirche in Dresden wurde 1578 erbaut und nach ihrer Stifterin benannt, der sächsischen Kurfürstin Anna („Mutter Anna“, 1532–1585). Der Bau wurde notwendig, da man in der nahe gelegenen St.-Bartholomäus-Kirche keinen Platz mehr hatte. Der Altar wurde 1598 von der Freiberger Nikolaikirche übernommen.
Auch die Friedhöfe waren zu dieser Zeit überfüllt, sodass um die Kirche der Annenkirchhof angelegt wurde. 1593 wurde das dazugehörige Pfarrhaus errichtet.
Durch weiteres Anwachsen der Gemeinde wurde 1618 eine Erweiterung der Kirche notwendig. Damit wurde der Ratsverwandte Michael Schaffhirt beauftragt, Sohn des Hieronymus Schaffhirt. Der dabei errichtete Glockenturm erhielt am 7. Juni 1619 seinen Knopf und am 14. August 1619 ein aus vier Glocken bestehendes Geläut. Am 18. August konnte damit zum ersten Mal zur Gebetsstunde geläutet werden. Ein Jahrhundert später war eine erneute Vergrößerung notwendig, die von 1712 bis 1718 erfolgte. Als Ersatz für den dadurch verkleinerten Annenkirchhof wurde 1712 der Neue Annenkirchhof angelegt.
Beim Abbruch der alten Frauenkirche wurde ihr Altar 1727 in die Annenkirche umgesetzt, der bis dahin bestehende Altar sollte in die Kirche zu Plauen (bei Dresden) umgesetzt werden, wozu es jedoch nicht kam. Die Kirche wurde 1760 im Siebenjährigen Krieg mit vielen Häusern der Wilsdruffer Vorstadt von preußischen Truppen zerstört. Der teilweise erhaltene Altar wurde bis 1768 in die zwei Kilometer entfernte Matthäuskirche in der Friedrichstadt umgesetzt.

### Zweite Annenkirche (seit 1764/69)

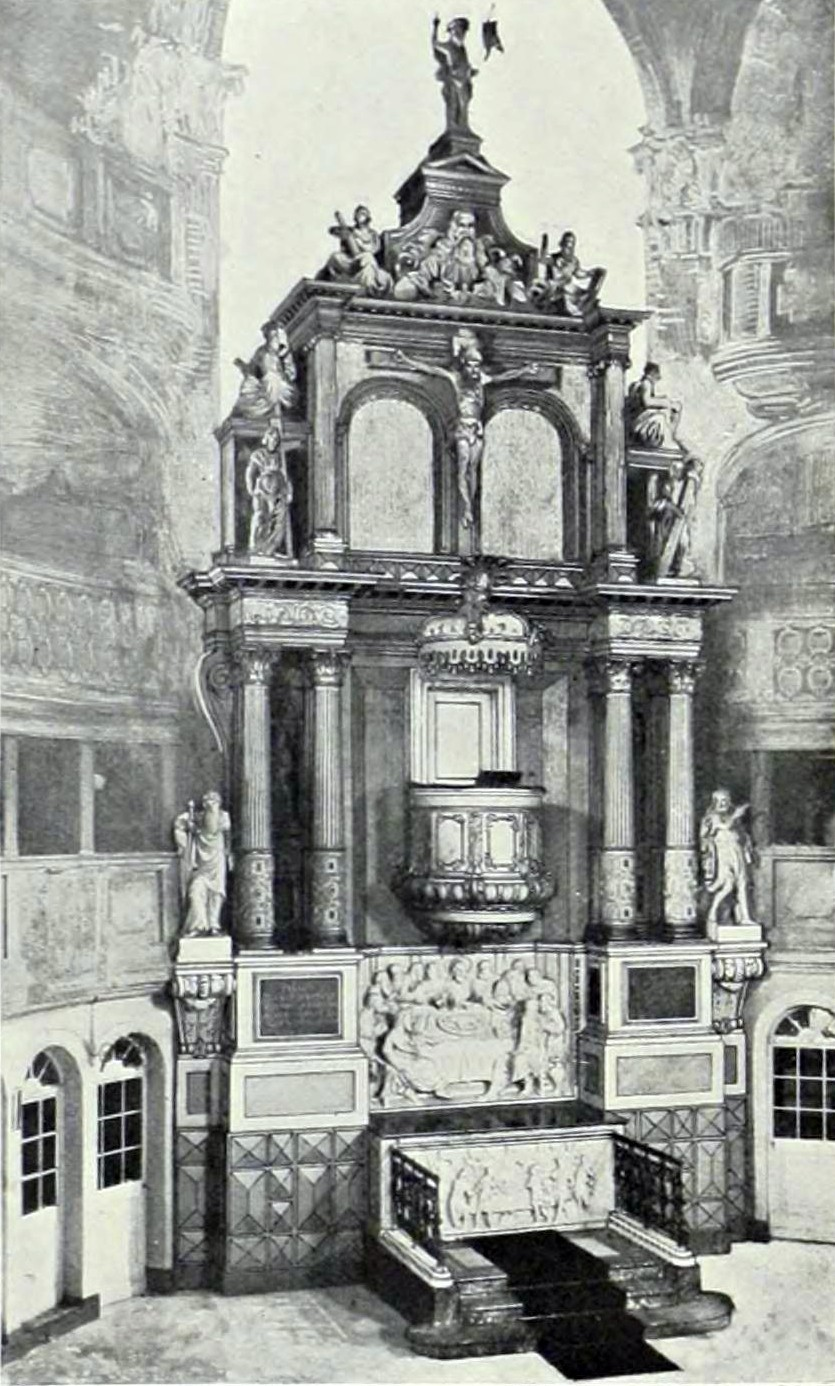
Altar der Annenkirche (um 1760 bis um 1905)

Nach Kriegsende schuf der Ratszimmermeister Johann George Schmidt, Neffe und ehemaliger Mitarbeiter von George Bähr beim Bau der Dreikönigskirche und Frauenkirche, den Entwurf für das heutige Aussehen. Die Weihe der „zweiten“ Annenkirche erfolgte am 8. Oktober 1769. Bis dahin diente der Malersaal an der Ostra-Allee der Gemeinde als Interimskirche.
Der Grundriss der Annenkirche beruht auf der Form eines Rechteckes mit einbezogenen zwölf Pfeilern. Der Altar stammte aus der alten Kreuzkirche und wurde zu einem Kanzelaltar umkonstruiert. Das Gestühl ähnelt in der Anordnung dem der Frauenkirche. Damit wird auch die Schule George Bährs deutlich. Johann Christian Kayser baute 1782/1783 eine Orgel.
Der 1824 erbaute 57 Meter hohe klassizistische Turm ist auf einen Entwurf Gottlob Friedrich Thormeyers (1823) zurückzuführen, womit letztlich die Kirche auch architektonisch als Gotteshaus erkennbar wurde.
Zwischen 1906 und 1909 erfolgte ein grundlegender Umbau der Kirche durch Richard Schleinitz, um den neuen Richtlinien des Brandschutzes für den Kirchenbau, die nach dem Brand der Kreuzkirche (1897) erlassen wurden, gerecht zu werden. Dabei wurden der gesamte Innenausbau, die Dachkonstruktion und der westliche Abschluss des Langhauses abgebrochen und das Kirchenschiff in ovaler Form neu errichtet. Der aus der alten Kreuzkirche stammende Altar wurde in die St.-Johanniskirche nach Bad Schandau verlagert, wo er sich noch heute befindet. Das Innere der Annenkirche wurde im Jugendstil neu gestaltet. Erstmals erhielt die Kirche auch einen eigenen Altar.
In den Bombardements im Februar 1945 brannte der Dachstuhl der Kirche; dennoch überlebten in ihr etwa 1000 Menschen, die dort Zuflucht gesucht hatten. Die Wiederherstellung nach dem Zweiten Weltkrieg erfolgte bis 1950 durch den Architekten J. Arthur Bohlig, der bereits 1939 den Auftrag zu „Versachlichungen“ an der Kirche bekommen hatte.
Die Turmhaube der Annenkirche wurde erst im letzten Jahr der 5-jährigen Generalsanierung der Außenhülle 1997 wieder aufgesetzt.
Zwischen 2009 und 2011 erfolgte mit Fördermitteln aus dem Europäischen Fonds für regionale Entwicklung die umfassende Sanierung der Innenraumtechnik (Heizungsanlage, Sanitärbereich, Elektroanlage, Jahn-Orgel), nachdem in diesem Bereich über 50 Jahre keine Investitionen getätigt wurden.
2011 wurde das zur 100-Jahr-Feier gestiftete Denkmal der Mutter Anna restauriert am Nordausgang wieder aufgestellt.

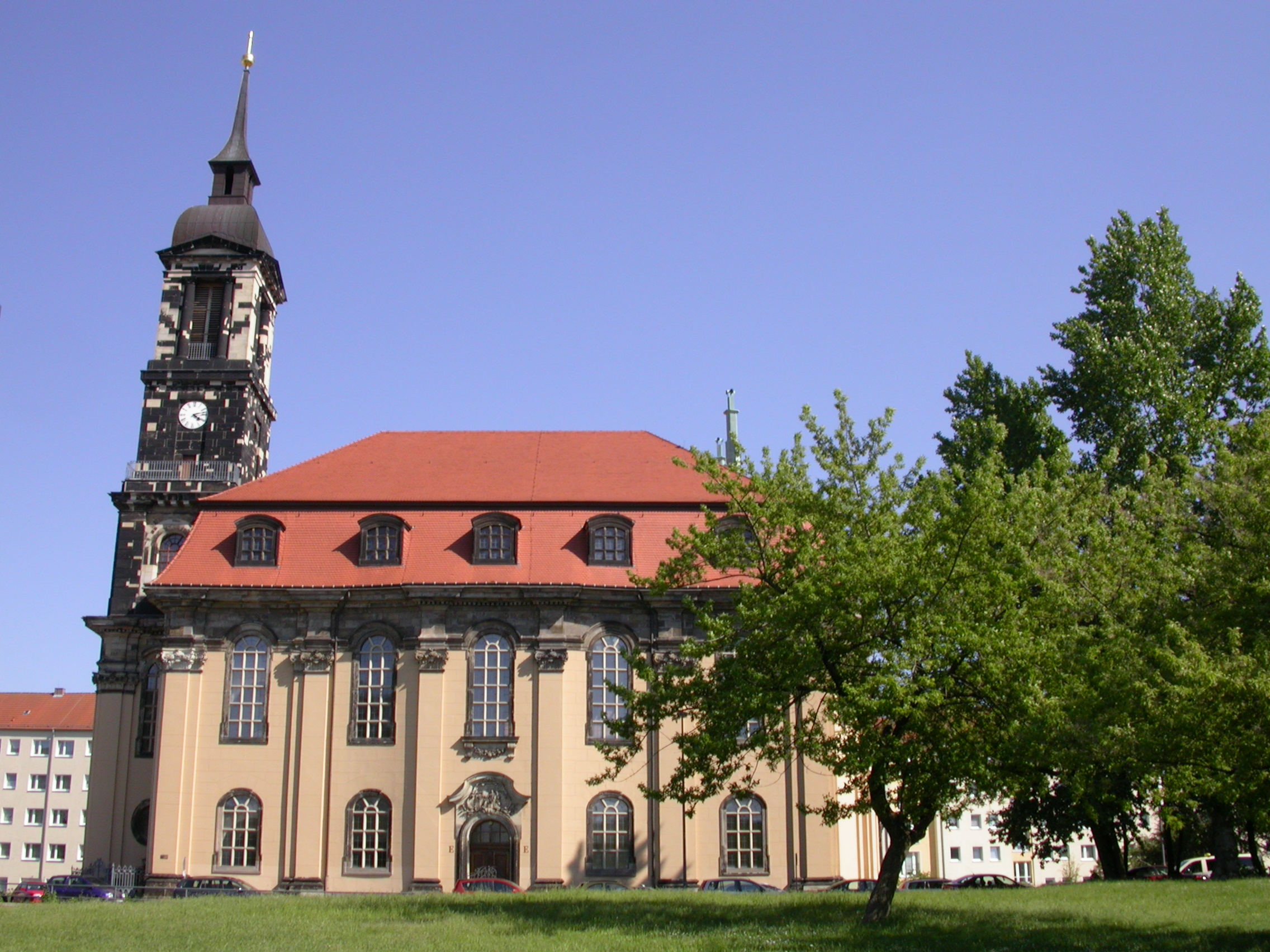
Seitenansicht
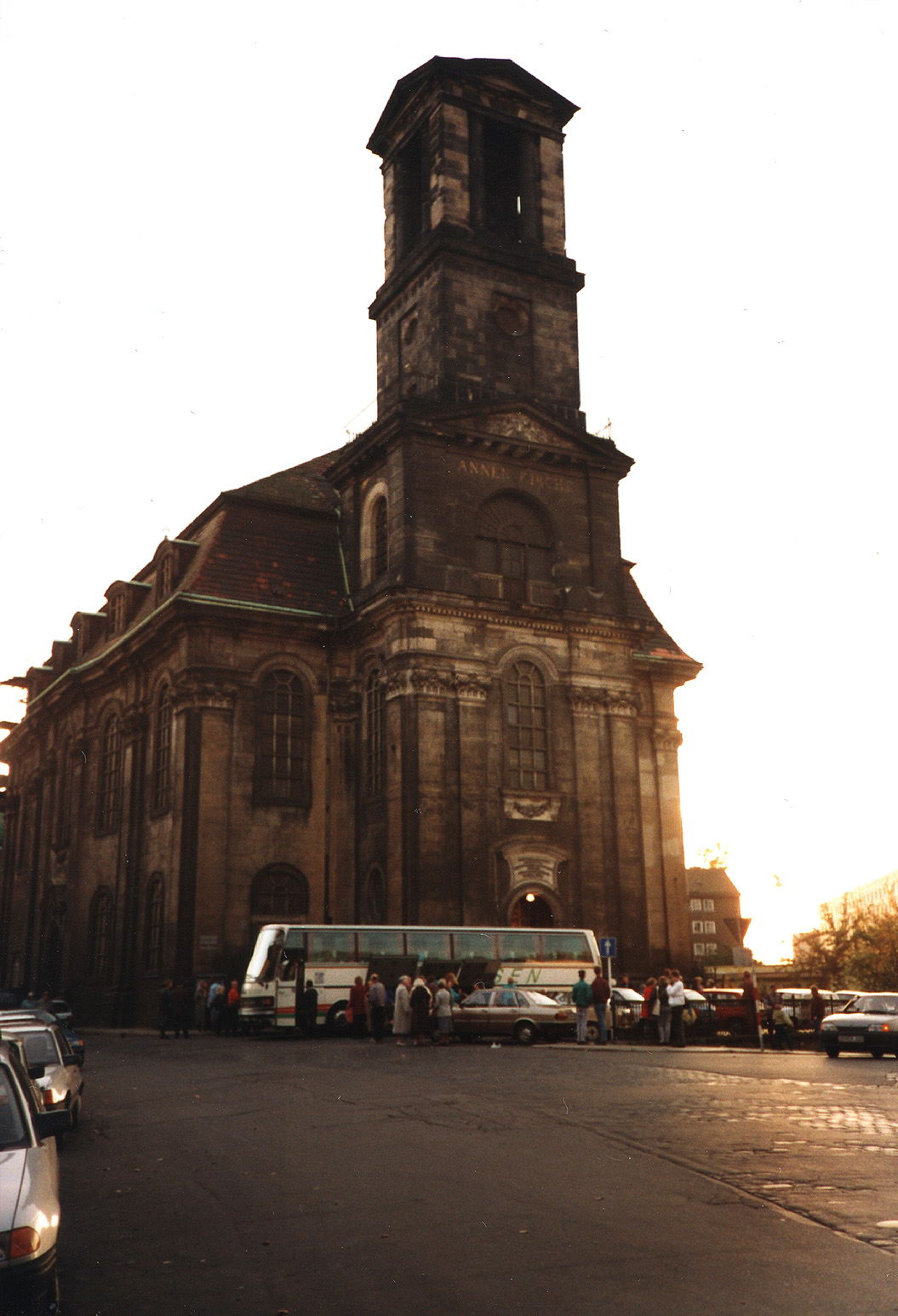
Kirche 1993 noch ohne Turmhaube
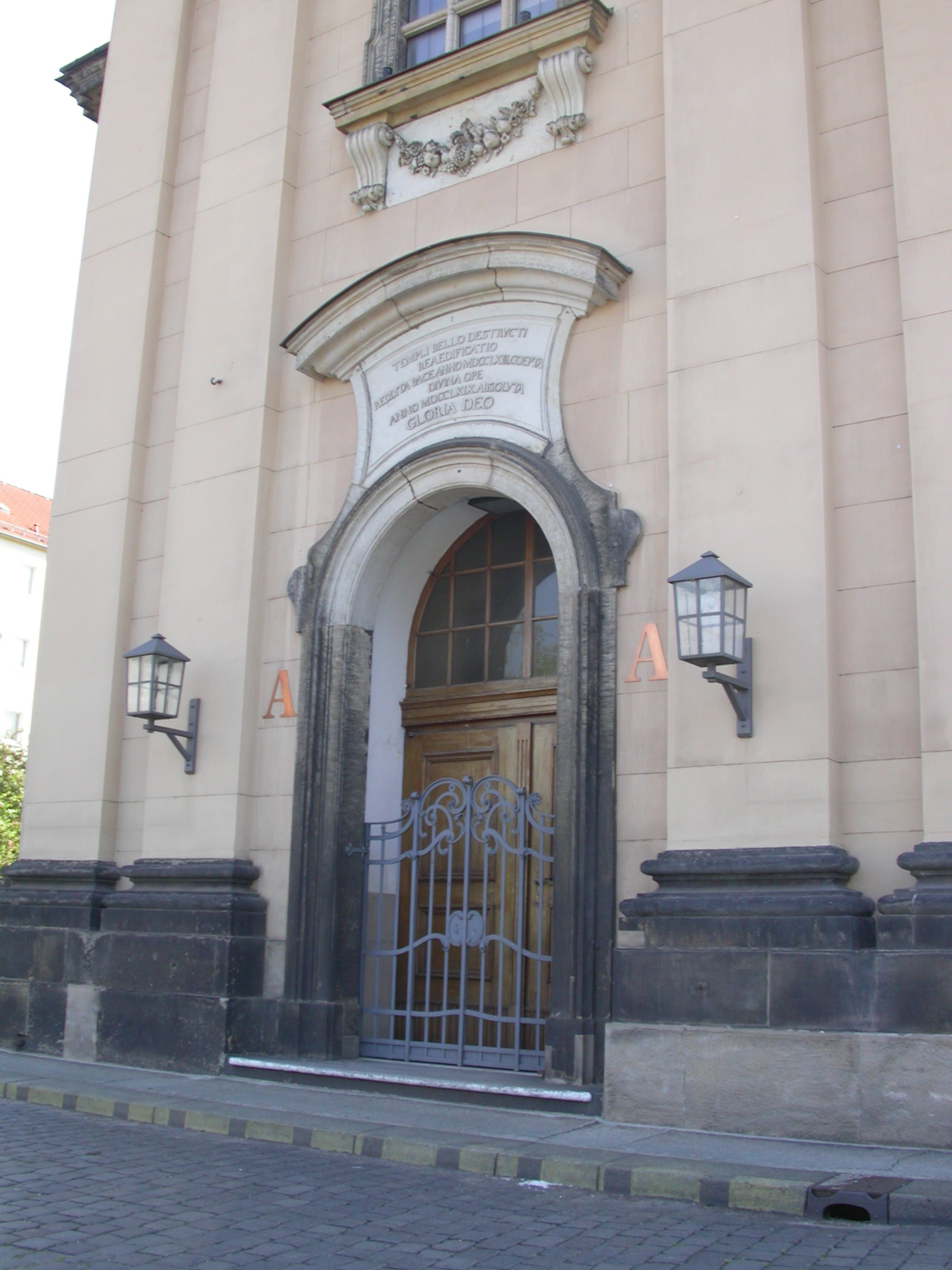
Portal der Annenkirche
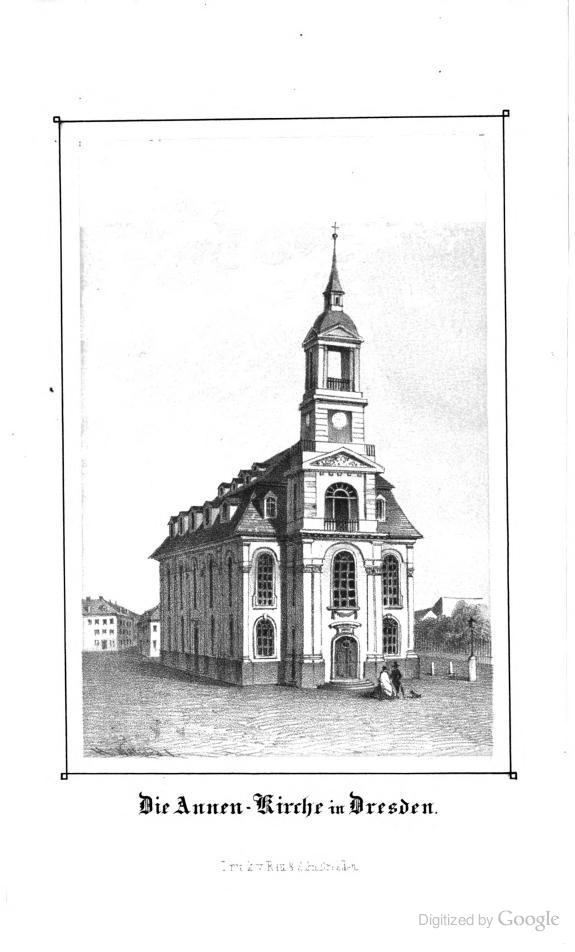
Stich der Annenkirche um 1860
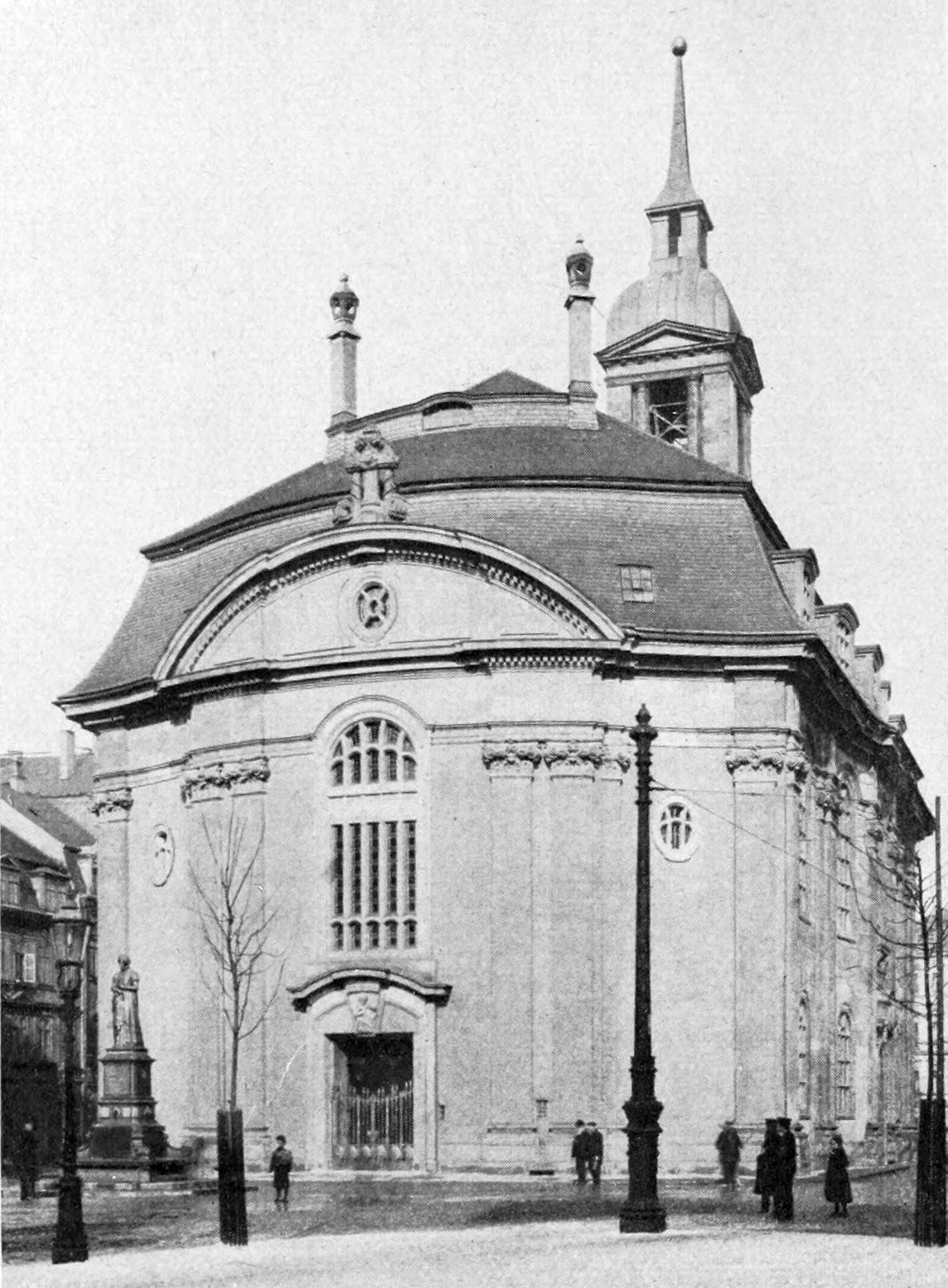
Südseite der Annenkirche nach dem Umbau 1909

## Orgel
Bereits die Vorgängerkirche besaß nachweislich seit der Erweiterung 1618/196 eine Orgel (II/17), mutmaßlich von Tobias Weller. 1782–1784 erbaute Johann Christian Kayser eine neue Orgel (II/24), die mehrfach im 19. Jahrhundert von der Orgelbaufirma Jahn repariert bzw. erweitert wurde. 1909 wurde das als Opus 178 der Dresdner Orgelbaufirma Julius Jahn & Sohn stark umgebaute und erweiterte Instrument, es war nun eine dreimanualige Orgel mit 50 Registern, zusammen mit der ebenfalls umgebauten Kirche am 21. Februar 1909 zum ersten Mal gespielt. Schon 1936 erfolgte ein Umbau des Instrumentes nach Ideen von Gerhard Paulick. Hierbei wurde nur wenig an der klanglichen Originalsubstanz verändert, da man in dieser Zeit noch teilweise am Klangideal der vergangenen Epoche festhielt und es wurden nur einzelne „Aufhellungen“ in der Disposition vorgenommen. 1950 baute der Jehmlich Orgelbau Dresden eine neue Orgel unter Wiederverwendung alten Materials, wobei es dann auch zu umfangreichen Änderungen in der Disposition im Sinne der Orgelbewegung kam. Im Zuge dessen wurde auch das ursprüngliche Echowerk (2. Schwellwerk) zum Rückpositiv umgestaltet und an der Emporenbrüstung angebracht. Nach einer umfänglichen Restaurierung 2009–2010 wurde die Orgel am 29. Mai 2011 mit einem Konzert wieder in Gebrauch genommen.
Disposition in ihrer heutigen Gestalt:
| I Hauptwerk C–a3 |       |
| Prinzipal        | 16′   |
| Prinzipal        | 8′    |
| Rohrflöte        | 8′    |
| Gemshorn         | 8′    |
| Dulciana         | 8′    |
| Oktave           | 4′    |
| Spitzflöte       | 4′    |
| Quinte           | 2 ⁄3′ |
| Blockflöte       | 2′    |
| Mixtur V         |       |
| Zimbel II        |       |
| Fagott           | 16′   |
| Trompete         | 8′    |

| III Rückpositiv C–a3 |        |
| Singend Gedackt      | 8′     |
| Quintatön            | 8′     |
| Prinzipalflöte       | 4′     |
| Pommer               | 4′     |
| Oktave               | 2′     |
| Superquinte          | 1 ⁄3′  |
| Sesquialtera II      | 1 3⁄5′ |
| Zimbel III–IV        |        |
| Regal                | 8′     |
| Tremulant            |        |

| II Oberwerk C–a3 |        |
| Quintatön        | 16′    |
| Prinzipal        | 8′     |
| Gedackt          | 8′     |
| Dolce            | 8′     |
| Oktave           | 4′     |
| Rohrflöte        | 4′     |
| Nasat            | 2 ⁄3′  |
| Oktave           | 2′     |
| Terzflöte        | 1 3⁄5′ |
| Larigot          | 1 ⁄3′  |
| Schwiegel        | 1′     |
| Scharf III–IV    |        |
| Krummhorn        | 8′     |
| Tremulant        |        |

| Pedal C–f1            |     |
| Untersatz             | 32′ |
| Prinzipalbaß          | 16′ |
| Subbaß                | 16′ |
| Dolce                 | 16′ |
| Oktavbaß              | 8′  |
| Gedacktbaß            | 8′  |
| Oktavbaß              | 4′  |
| Italienisch Prinzipal | 2′  |
| Mixturbaß V           |     |
| Posaune               | 16′ |
| Trompete              | 8′  |

- Koppeln: I/II, I/III, II/III, I/P, II/P, III/P
- Spielhilfen: 4 freie Kombinationen, 1 freie Pedalkombination, 2 feste Kombinationen, Crescendo-Walze

## Geläut
Das Geläut besteht aus vier Bronzeglocken. Der Glockenstuhl besteht aus einer Eichenholzkonstruktion und wurde 1998 saniert.
Im Folgenden eine Datenübersicht des Geläutes:
| Nr. | Gussdatum | Gießer                       | Durchmesser | Masse   | Schlagton |
| --- | --------- | ---------------------------- | ----------- | ------- | --------- |
| 1   | 1998      | Glockengießerei A. Bachert   | 1316 mm     | 1302 kg | es'       |
| 2   | 1922      | Glockengießerei B. Pietzelt  | 987 mm      | 600 kg  | g'        |
| 3   | 1998      | Glockengießerei A. Bachert   | 888 mm      | 448 kg  | b'        |
| 4   | 1932      | Glockengießerei S. Schilling | 735 mm      | 240 kg  | c'        |

## Annenfriedhöfe
Nach der Annenkirche benannt sind auch die zugehörigen vier Annenfriedhöfe, von denen heute noch der dritte (Alter Annenfriedhof) und der vierte (Neuer Annenfriedhof) erhalten sind.